# Seznam angleških inženirjev
Seznam angleških inženirjev.

## B
- Sir Benjamin Baker
- Sir Henry Bessemer
- James Brindley
- Isambard Kingdom Brunel

## C
- Sidney Camm
- William Tierney Clark

## H
- Edmund "Ted" Happold
- Sir Geoffrey de Havilland

## F
- Sir John Ambrose Fleming

## L
- Joseph Locke

## M
- R.J. Mitchell

## P
- Charles Algernon Parsons
- Sir Samuel Morton Petor

## R
- Benjamin Robins
- Sir Henry Royce

## S
- Roy Thomas Severn (1927-2012)
- Nevil Shute
- John Smeaton
- George Stephenson

## T
- John Wallis Titt

## W
- Sir Barnes Wallis
- Sir Frank Whittle
- Sir Joseph Whitworth